# Ulls de Sibiu

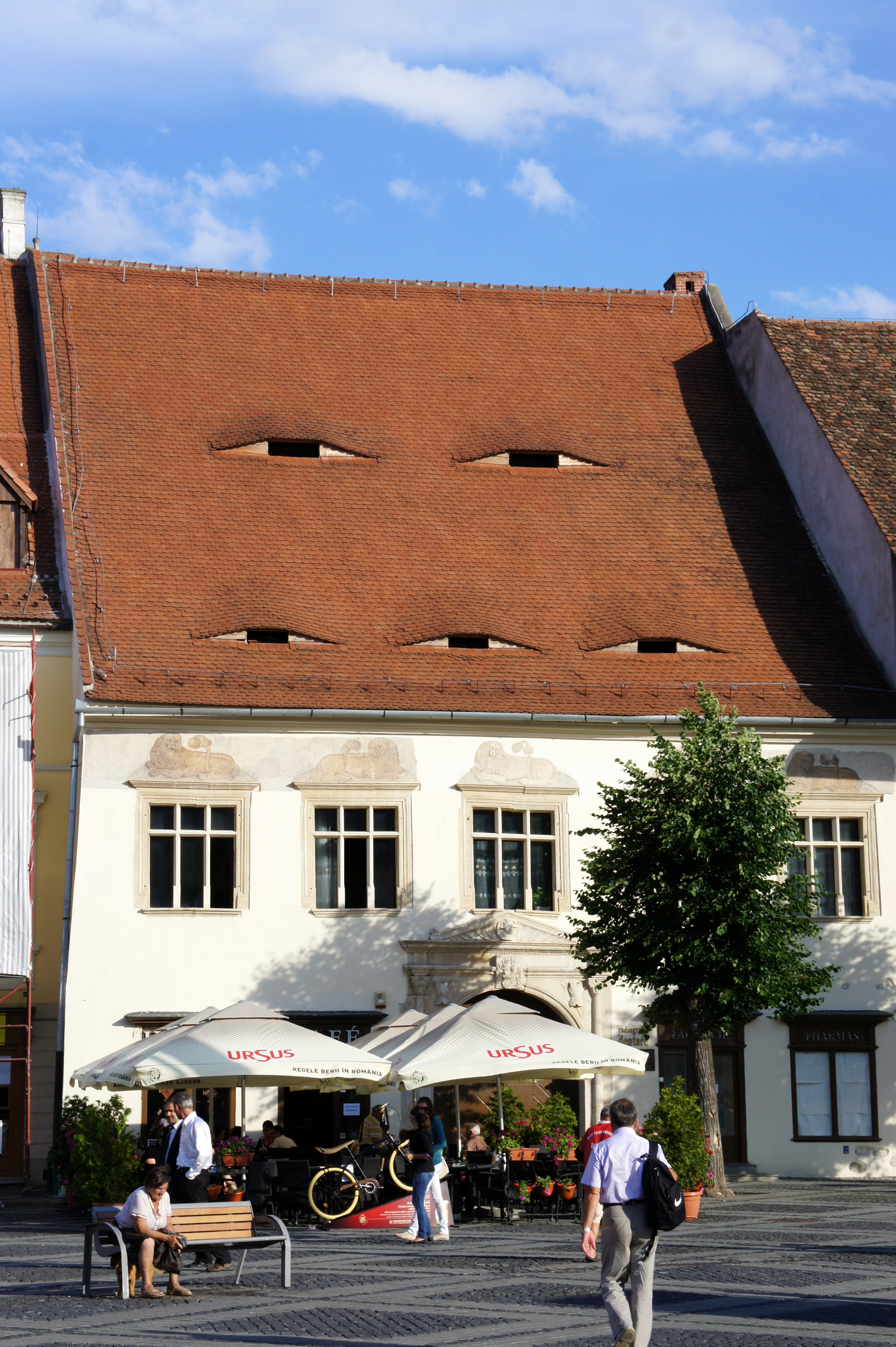
Haller House, Grand Square, Sibiu

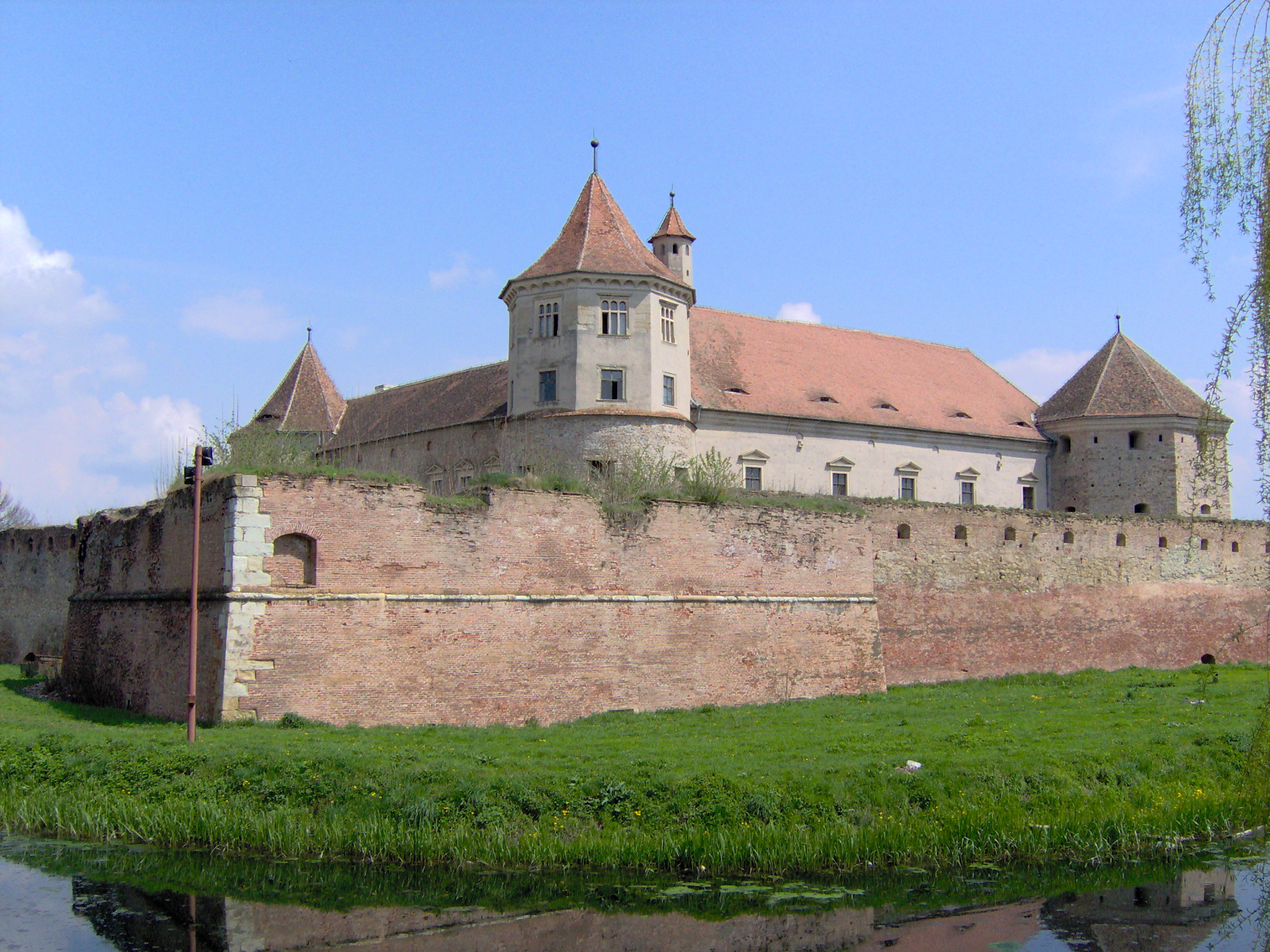
Sibiu mira a la ciutadella de Făgăraș, un exemple fora del comtat de Sibiu

Els Ulls de Sibiu són les icòniques travieses de les celles dels terrats de les cases de Sibiu. Sibiu es troba a Transsilvània, una regió històrica de Romania. Els ulls, que són un símbol i una atracció turística de la ciutat, han donat Sibiu els sobrenoms de la ciutat amb els ulls, La ciutat on les cases no dormen i el mot creuat Seebiu. Varien de forma: la majoria tenen forma de trapezoide, d'altres tenen formes arrodonides o allargades.
En romanès, s’anomenen Ochii Sibiului, mentre que en alemany es coneixen com die Augen von Hermannstadt, sent Hermannstadt el nom alemany de Sibiu.

## Història
Tot i que els ulls s’originen ja al segle xv, majoria es van construir al segle XIX. Probablement van ser inventats per un local de Sibiu, perquè estan molt estesos a la ciutat i als seus voltants. Són un element de l’arquitectura barroca. Alguns d’ells fins i tot es van construir fins al segle xx, després que Sibiu passés a formar part del Regne de Romania.

## Propòsit
Hi ha llegendes segons les quals els ulls van ser construïts per espantar la gent, fent-los creure que estan sent vigilats. El seu propòsit real era actuar com un sistema de ventilació de les golfes de les cases. Actualment, els ulls s’han convertit en un dels símbols més famosos de Sibiu, cosa que els converteix en una atracció turística.
El 2017, els ulls es van convertir en un símbol de la lluita anticorrupció de Romania, sent utilitzats per l’organització Vă vedem din Sibiu ("Et veiem des de Sibiu").

## Propagació
A part de la pròpia Sibiu, els ulls també s’han construït als voltants de la ciutat. La majoria es troben al comtat de Sibiu. Alguns d’ells també es poden trobar en altres llocs propers, com ara les ciutats de Brașov i Făgăraș, ambdues ubicades al comtat de Brașov.
A més, alguns exemples que probablement no tenen relació també es poden trobar a la ciutat de Timișoara, a l'oest de Romania. Golfes cella similars també es poden trobar a les cases rurals tradicionals romanesos o en culă a la regió històrica d'Oltènia.

## Galeria

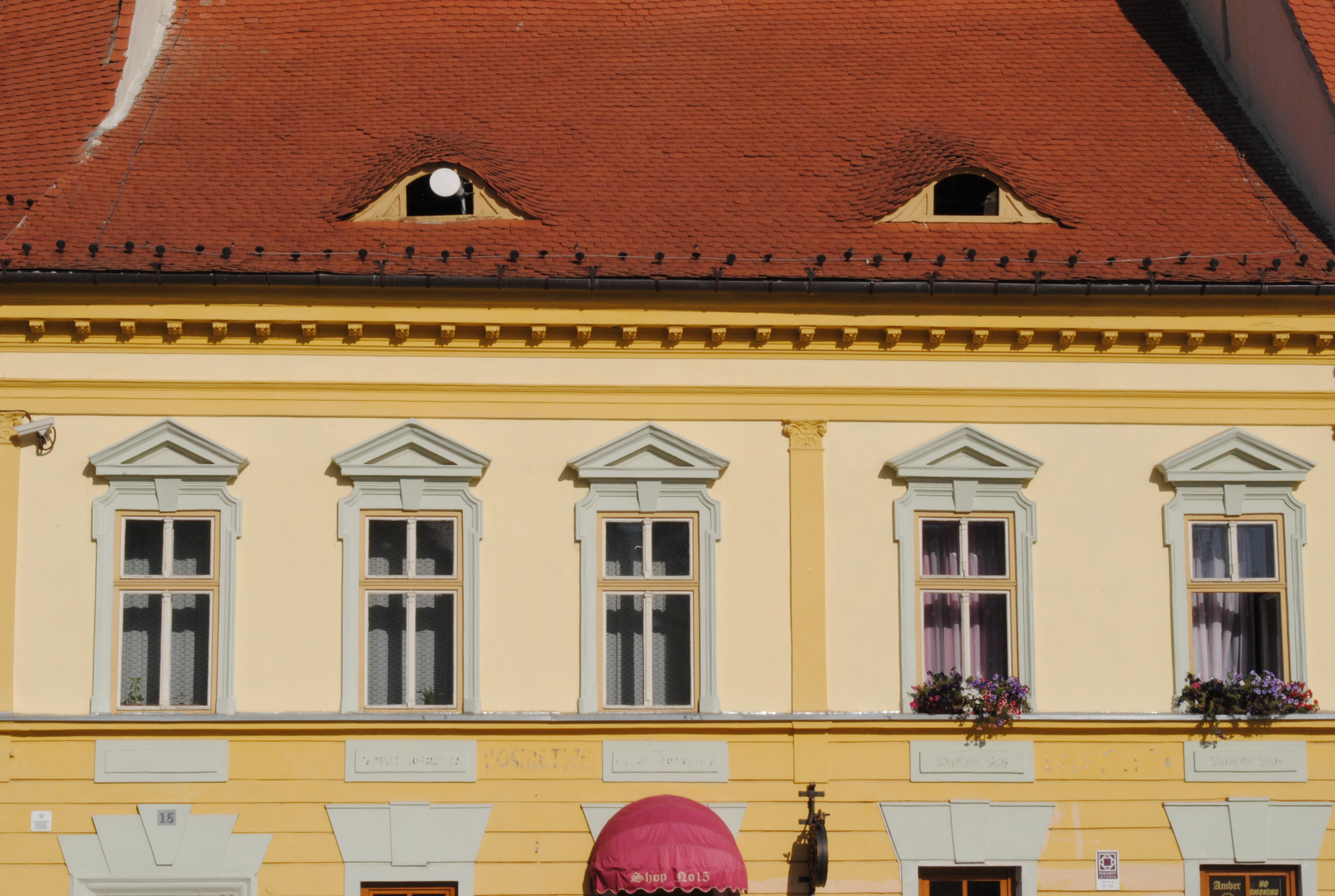
Una versió arrodonida dels ulls, la Gran Plaça de Sibiu
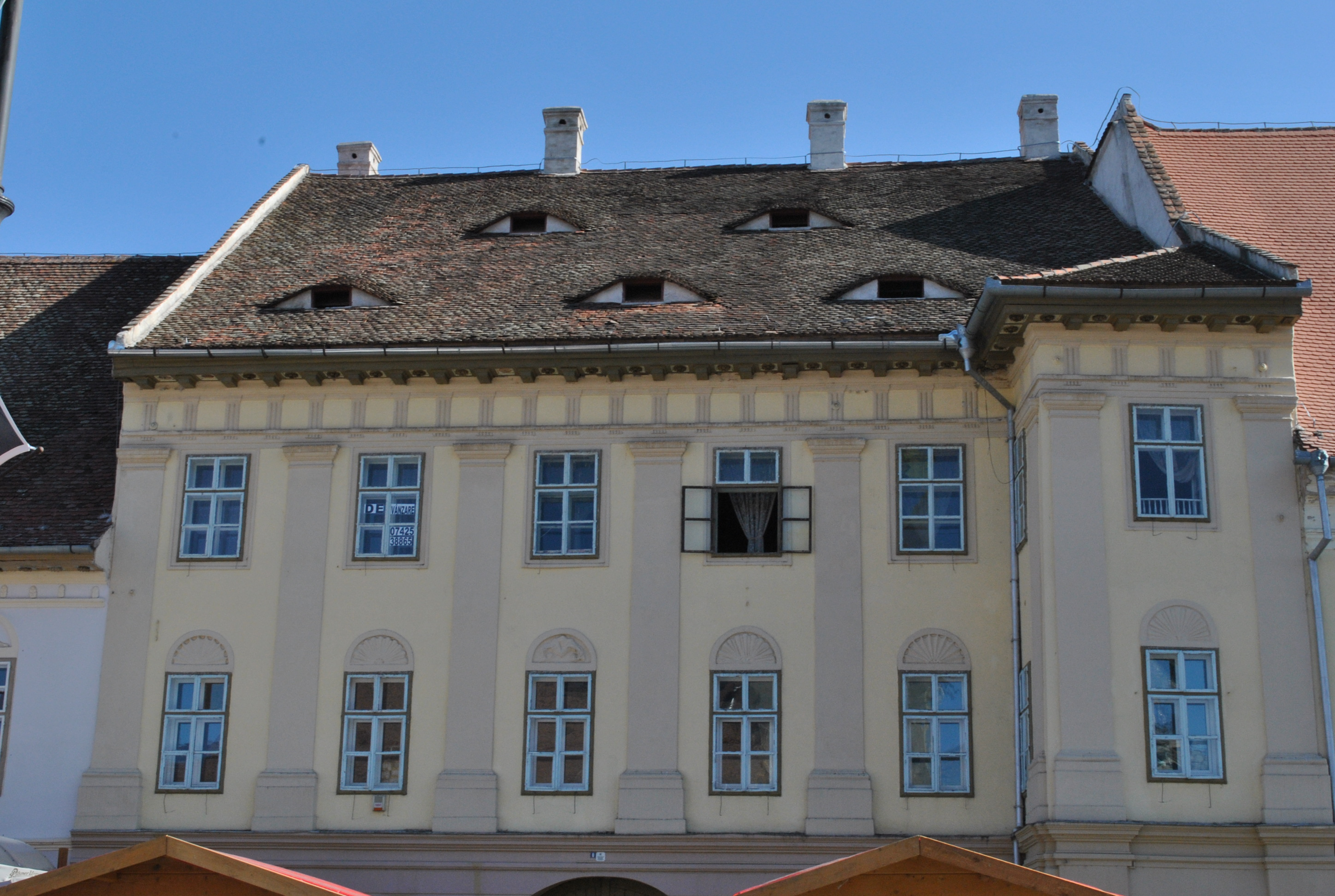
Casa Hecht (Casa Hecht), Gran Plaça de Sibiu
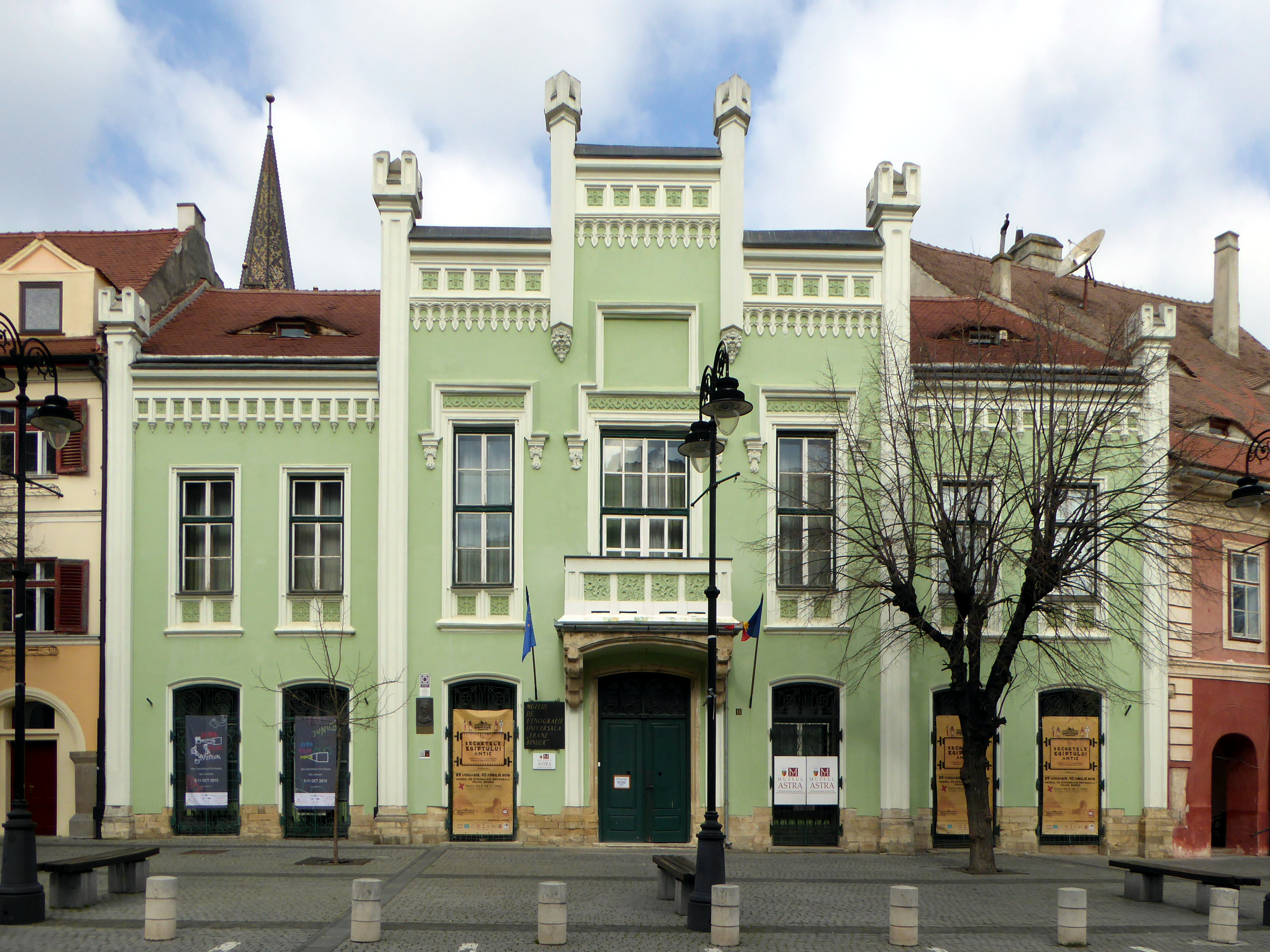
Casa Hermes neogòtica (Casa Hermes), Plaça Menor de Sibiu
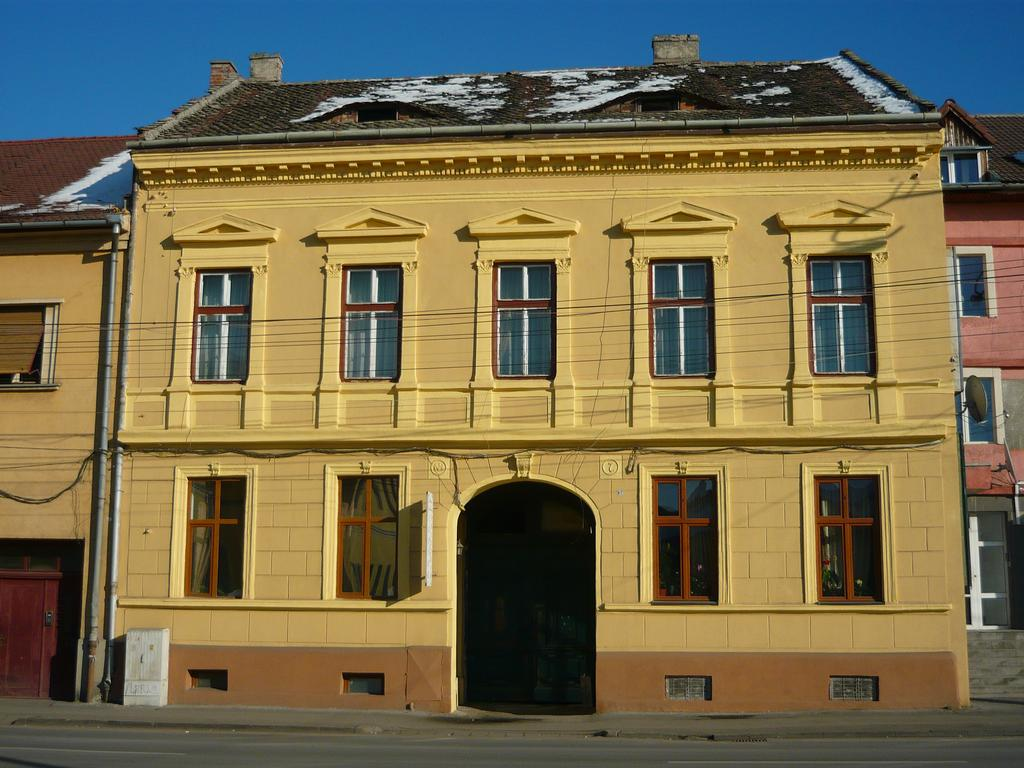
Edifici neoclàssic amb ulls (Sibiu)
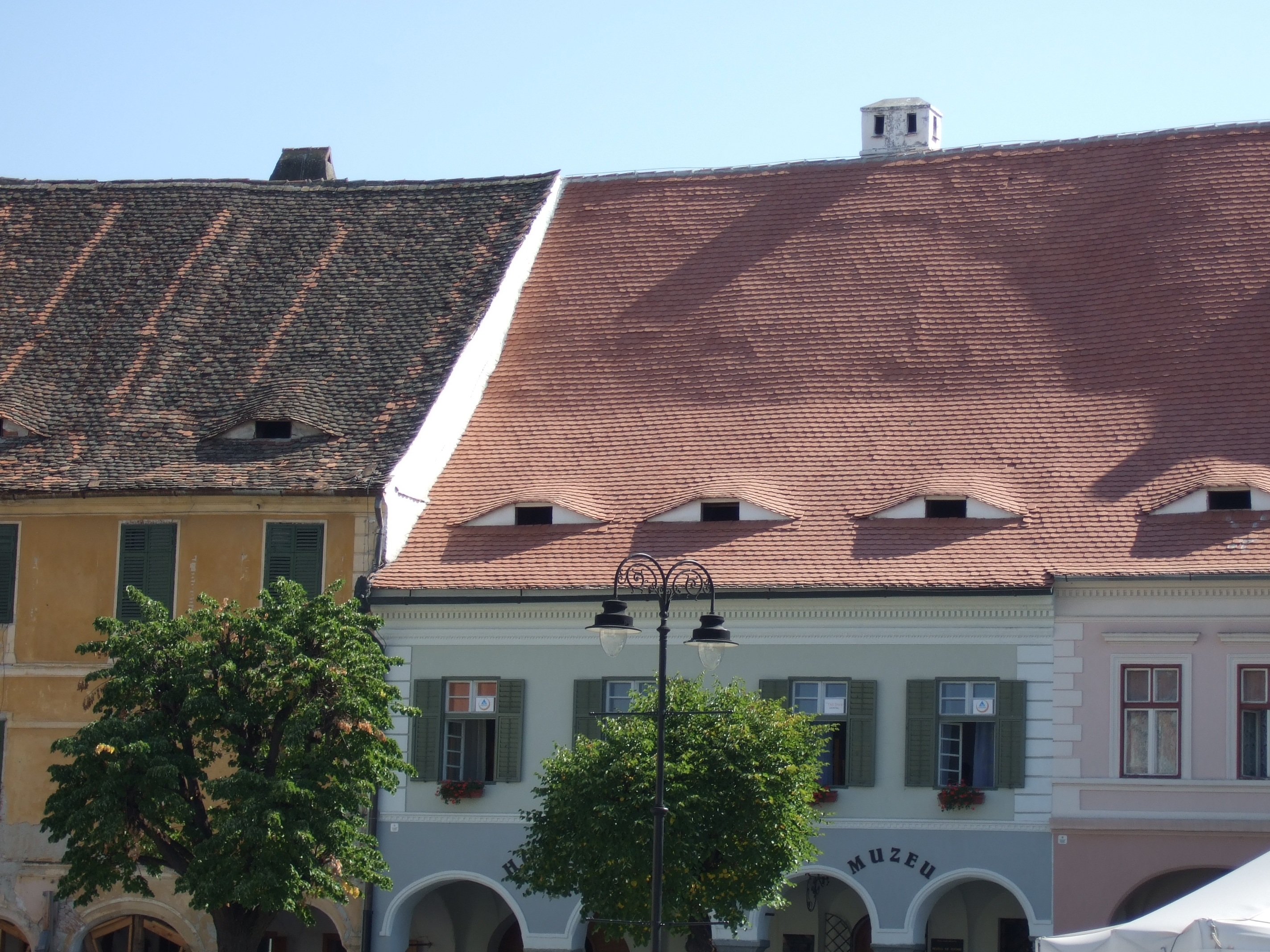
Cases a la Plaça Menor
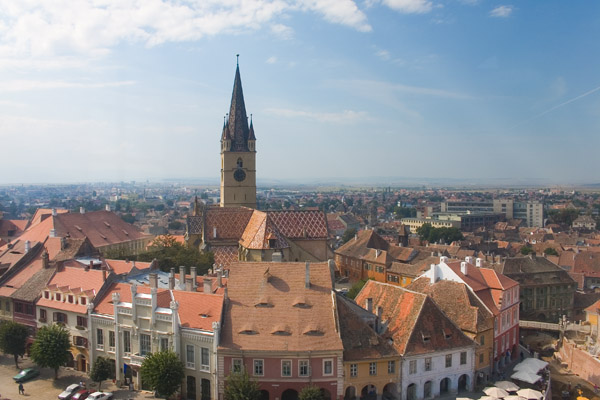
Plaça Menor vista des de la torre del Consell (2005). La catedral luterana queda al fons.
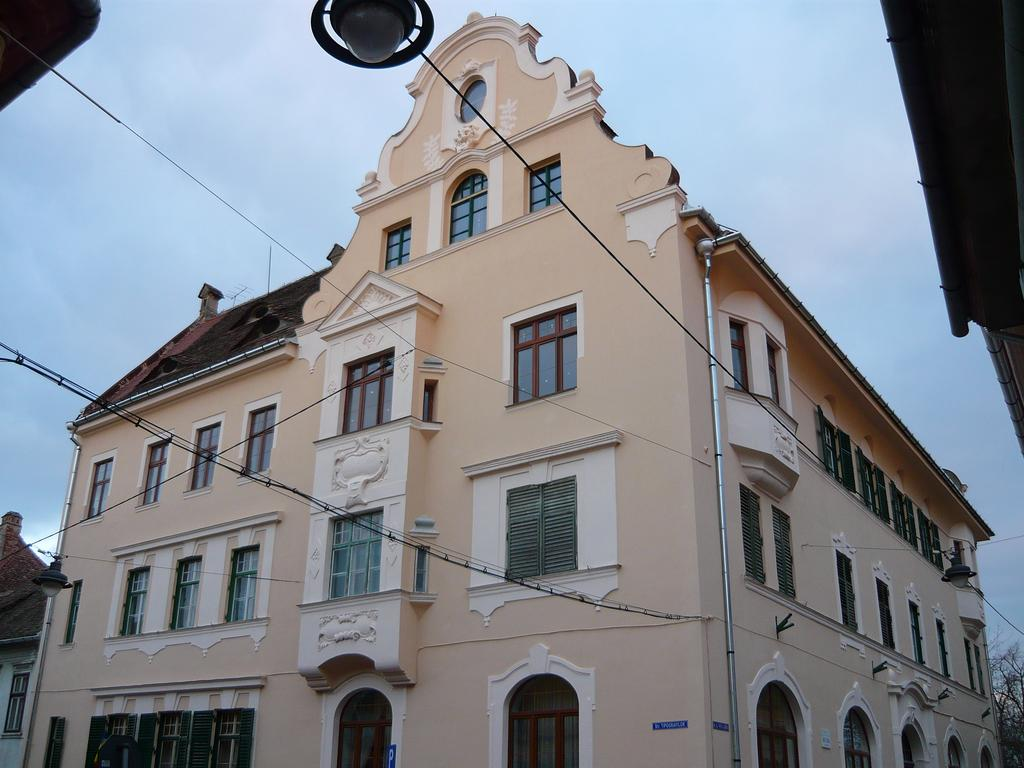
Casa modernista a Strada Cetății, Sibiu, amb els ulls arrodonits
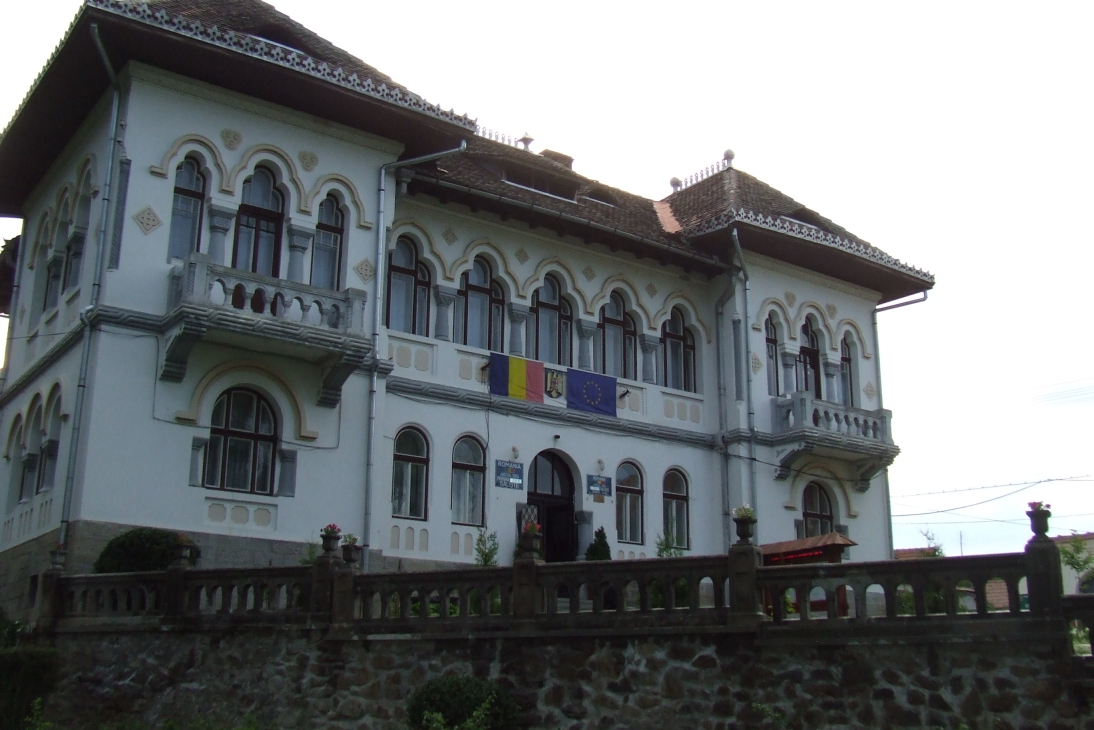
Ulls a Săliște. L'edifici és neorumà, per la qual cosa probablement es va construir al segle xx, però ha conservat la tradició de tenir finestres al sostre en forma d’ulls.
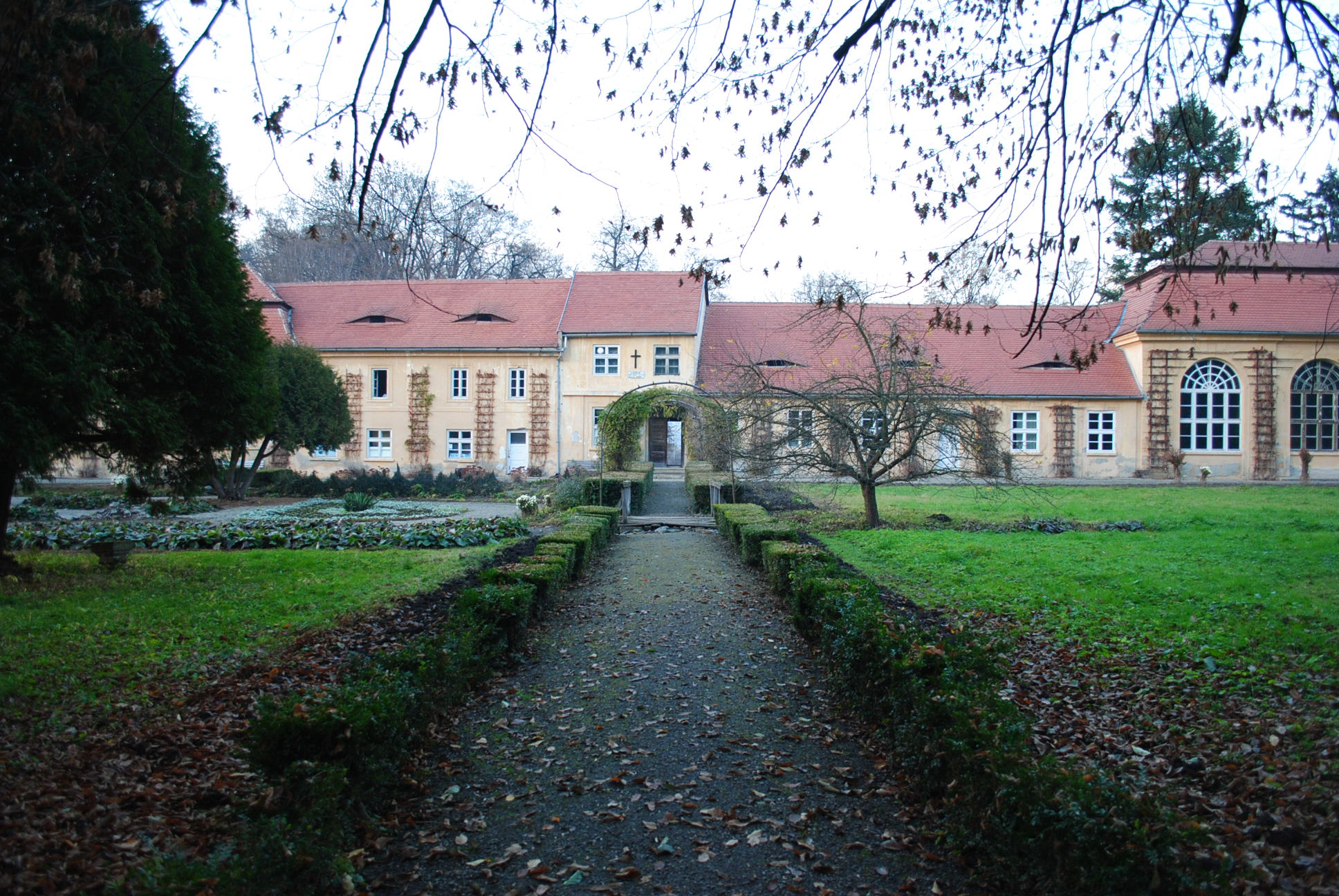
Castell de Brukenthal a Avrig (comtat de Sibiu)
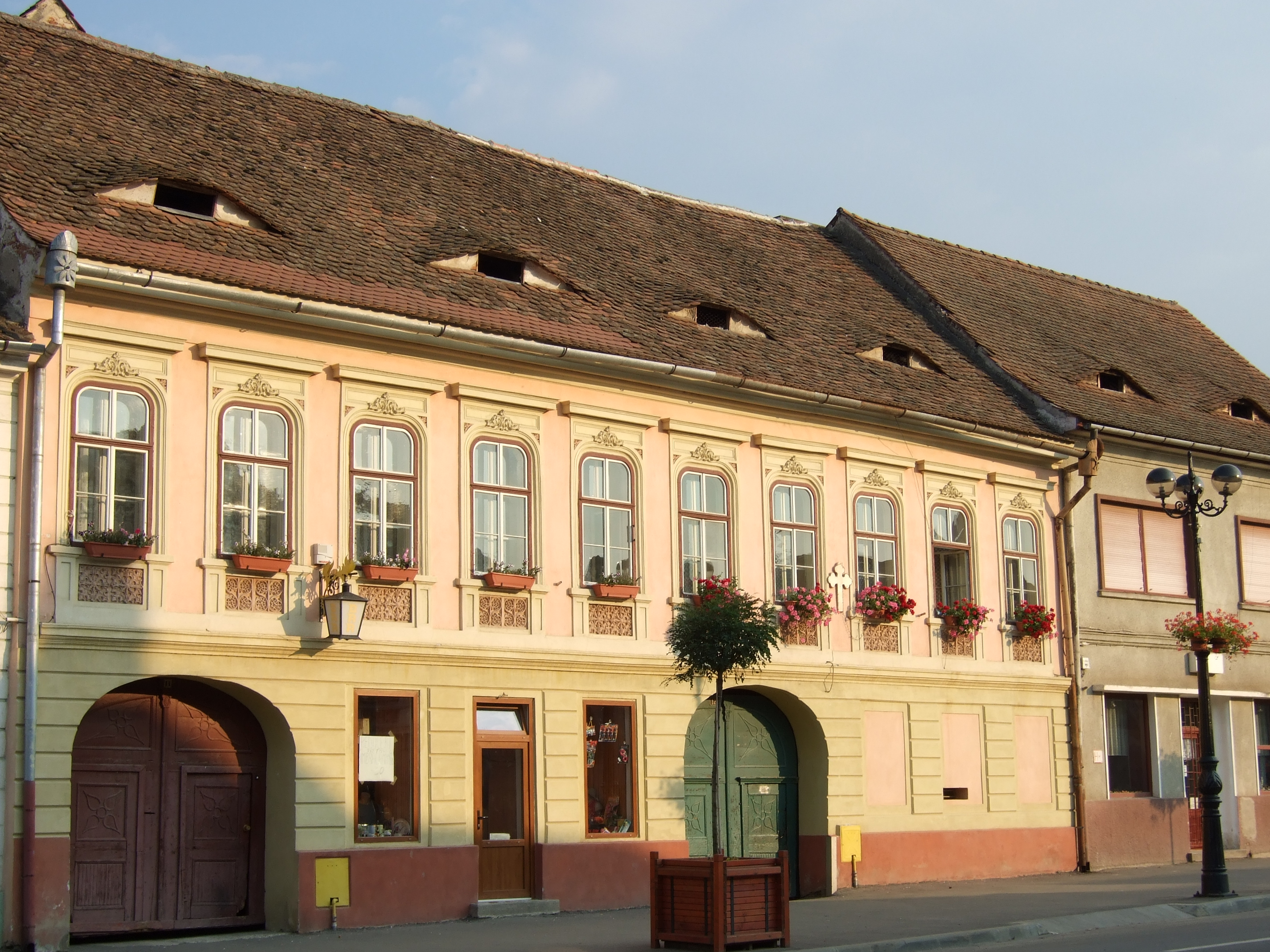
Cisnădie (comtat de Sibiu)
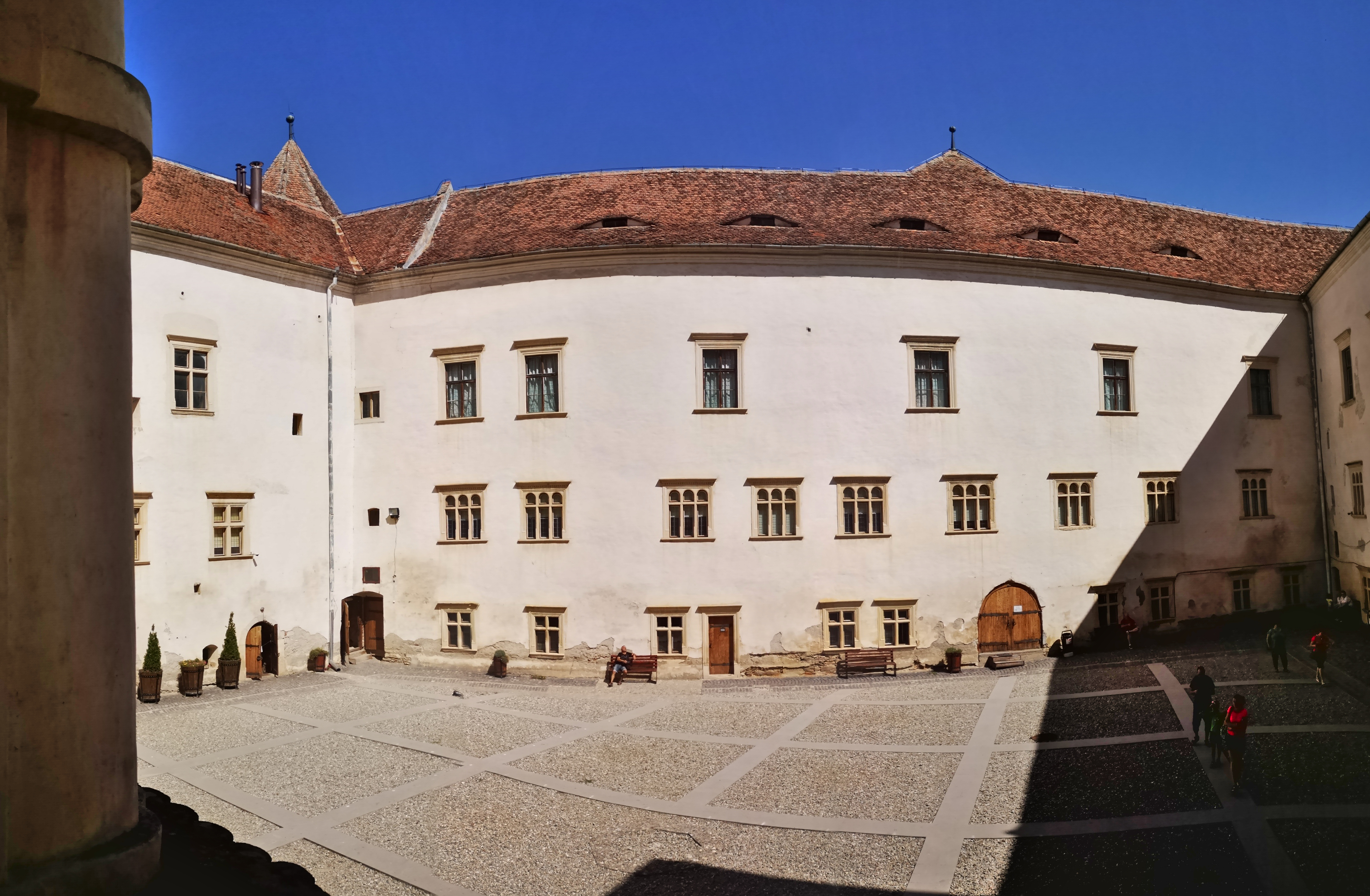
Interior de la ciutadella de Făgăraș (comtat de Brașov)
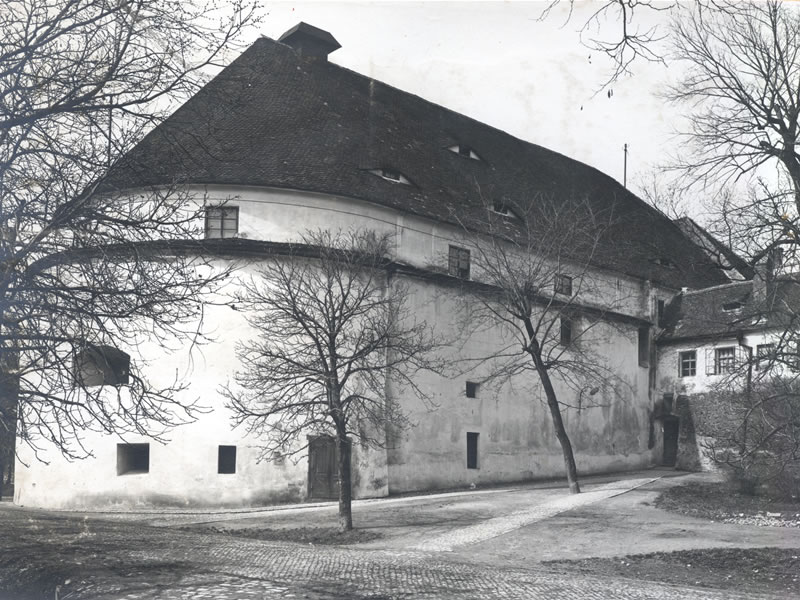
L'antic sostre de la Torre Grossa (Sibiu)
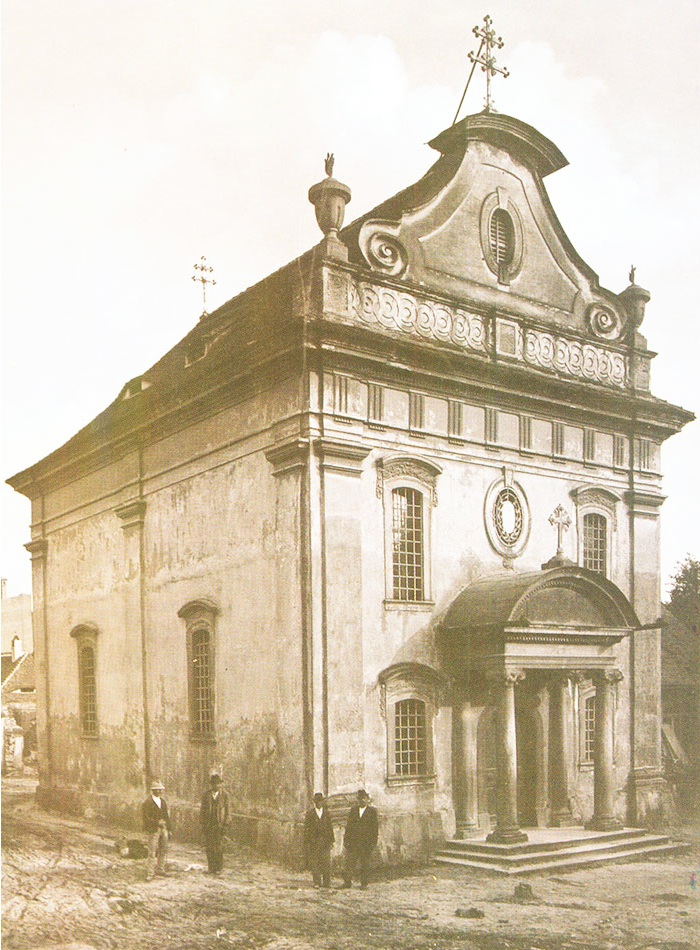
Ull a l'antiga catedral ortodoxa (Sibiu)
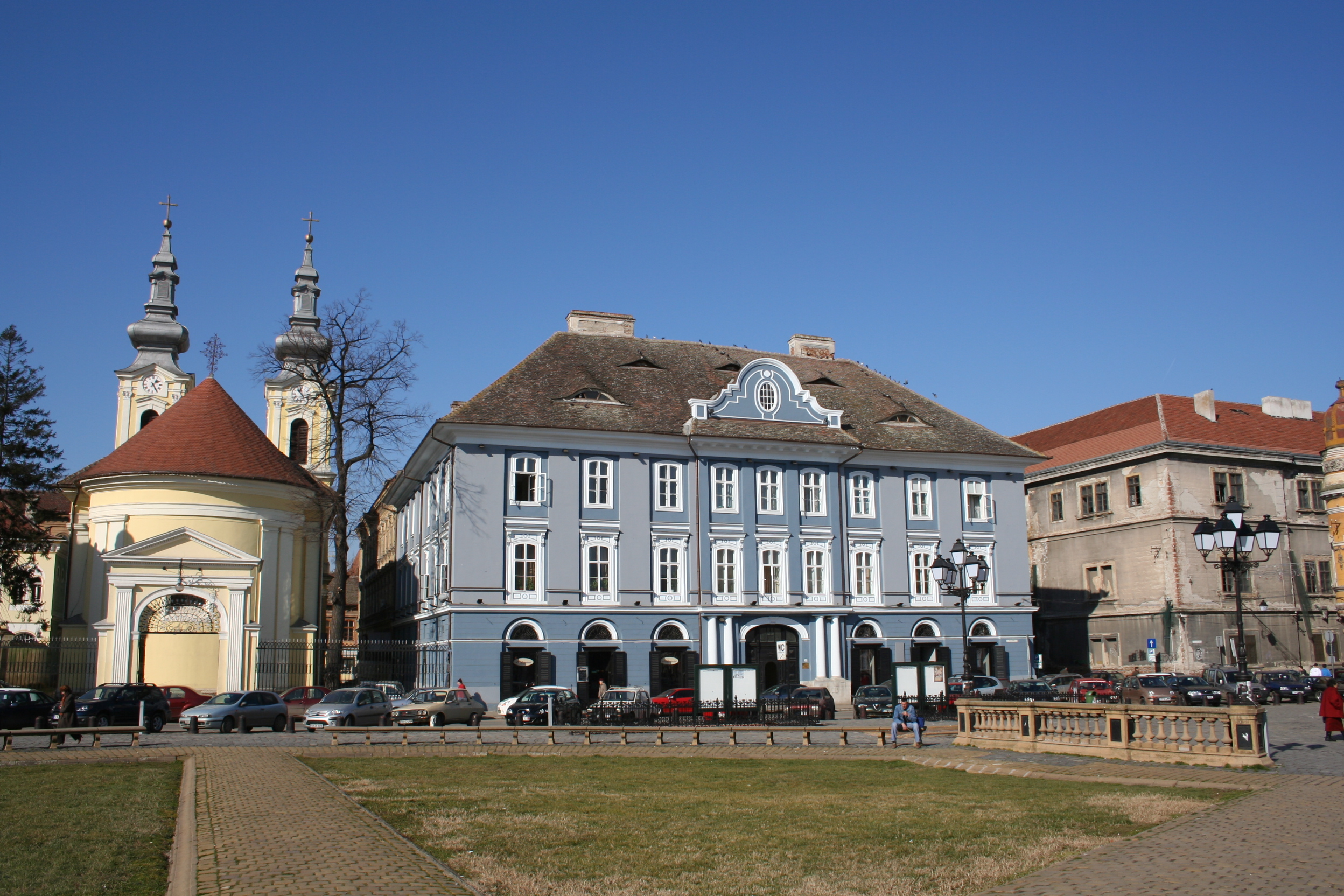
Edifici amb travesses de celles a Timișoara
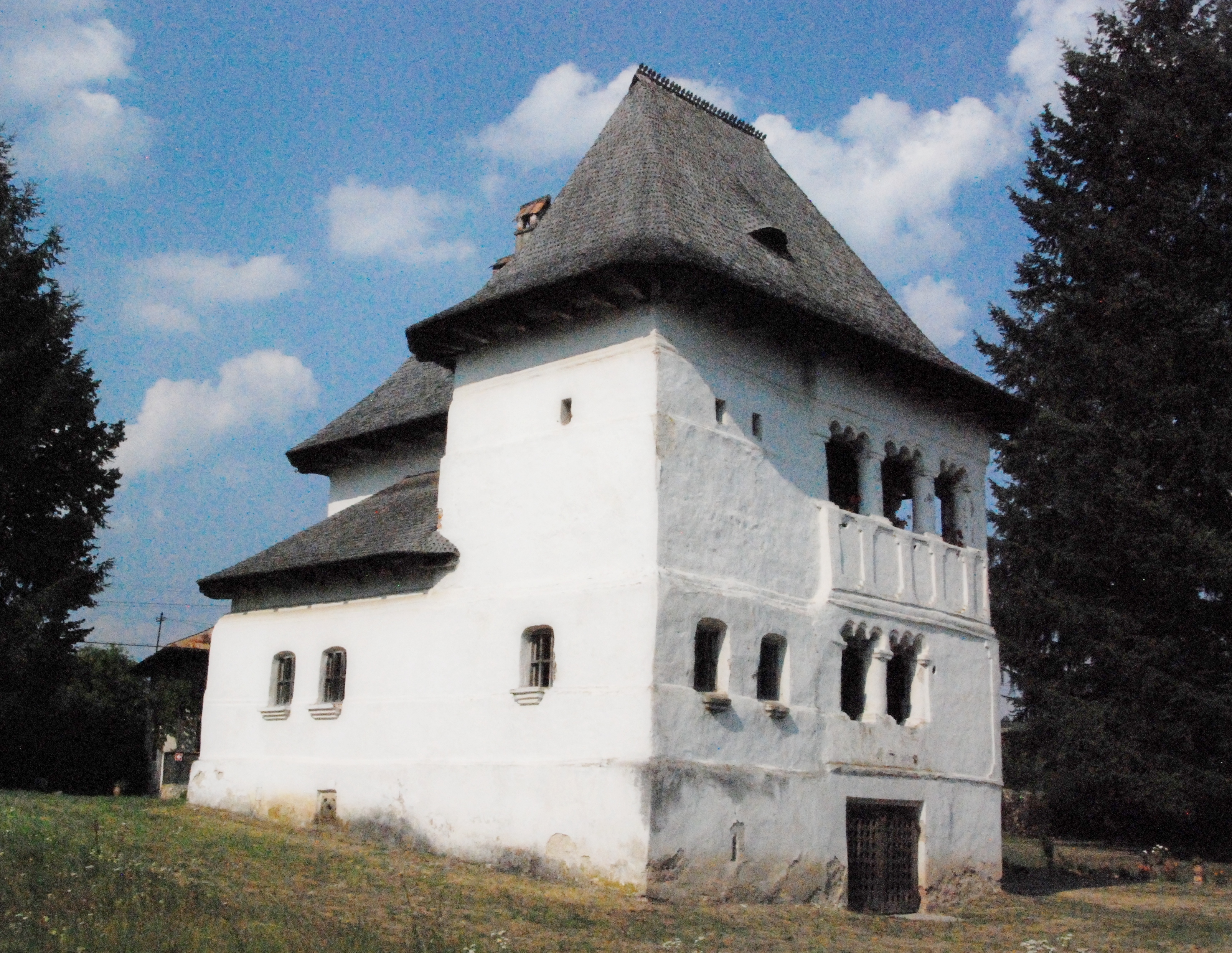
Culă d'Oltenia amb llums de celles